# Fattore produttivo
Un fattore produttivo (o fattore di produzione, o anche solo fattore) è ciascun elemento necessario alla produzione di un bene o all'erogazione di un servizio. Ad ogni singolo fattore corrisponde un costo, per cui un'opportuna ricerca per utilizzare la migliore combinazione di fattori produttivi è necessaria per poter determinare la soluzione più economica e allo stesso tempo più redditizia possibile per un'azienda.

## Terra, lavoro e capitale
L'economia classica individua tre fattori produttivi:
- la Terra, o Natura: è il complesso delle risorse naturali (terra, materie prime, energie naturali) che contribuiscono al processo produttivo;
- il Lavoro: è l'attività umana, fisica ed intellettuale che concorre con gli altri fattori della produzione di beni e servizi;
- il Capitale: è il complesso delle risorse materiali prodotte dal lavoro nel corso dell'investimento (ad es. impianti, fondi finanziari, scorte); risorse necessarie per avviare l'attività produttiva.

Ad ognuno dei tre fattori corrisponde un tipo distinto di prezzo o remunerazione: rispettivamente, la rendita, il salario e l'interesse. Alcuni economisti distinguono il Lavoro salariato dall'Imprenditoria, caratterizzata da rischio elevato e compensata dal profitto; sebbene l'economia neoclassica tratti il premio di rischio come concetto analitico assolutamente generale (Si veda tuttavia Enigma del premio azionario).
- L'economia neoclassica (marginalista, soggettiva, psicologica, tipicamente di scuola austriaca) individua il quarto fattore della produzione: l'imprenditore, il quale diviene allora la figura moderna dell'individuo eccezionale. Inoltre viene qui compiuta una evidente forzatura del paradigma smithiano della “mano invisibile”, nel senso che l'attività dell'imprenditore appare benefica per la società non solo e non tanto malgrado i suoi fini personali (il Profitto), ma piuttosto per una esplicita intenzione supererogatoria. L'imprenditore agirebbe bensì sotto la guida del self-interest ma sarebbe anche ispirato da opposti motivi di sacrificio personale e di benevolenza per il prossimo (Etica economica).

Potremo allora concludere che allo Stato si può procedere ad una rivisitazione critica della consistenza dei fattori della produzione suddividendoli nel modo seguente:
1) la Terra Naturale;
2) il Lavoro dell'Uomo;
3) il Capitale;
4) l'Imprenditore.
Lo Stato può essere considerato un ulteriore fattore produttivo: assicura i servizi e le strutture 
di base indispensabili per esercitare l'attività produttiva. Alcune analisi libertarie definiscono lo Stato piuttosto un "fattore protettivo" o "mezzo di protezione".

## Caratteristiche dei fattori produttivi

### Variabilità
- I fattori variabili si possono aumentare in piccole dosi e quindi gradualmente. Nel periodo breve si può aumentare l'impiego dei fattori variabili per esempio aumentando la forza lavoro. Danno origine a costi variabili in funzione dei volumi di produzione.
- I fattori fissi non si possono aumentare gradualmente in piccole dosi ma in modo discontinuo “a scatti”. Soltanto nel periodo medio-lungo si può agire sui fattori fissi investendo nuovi capitali. Danno origine a costi fissi, che non variano in relazione alle quantità prodotte.

### Sostituibilità
- I fattori limitanti non possono essere sostituiti perché sono indispensabili per il ciclo produttivo. Per esempio la pasta di cellulosa per la produzione della carta.
- I fattori sostitutivi, invece possono essere sostituiti parzialmente e non interamente tra di loro. Devono essere usati assieme, come esempio la sostituzione degli uomini con i macchinari, che comunque devono sempre essere utilizzati assieme.
- I fattori alternativi si possono sostituire tra di loro ma non totalmente, ad esempio un motore a scoppio con benzina o GPL.

### Limitatezza
- I fattori illimitati si possono acquistare e utilizzare senza particolari limitazioni.
- I fattori limitati si possono aumentare solo in parte, come nel caso dei beni non riproducibili. Ne sono un esempio le risorse naturali in generale.

### Fecondità
I fattori produttivi possono essere divisi secondo l'attitudine a cedere la propria utilità economica in:
- fattori a fecondità semplice, cioè sono beni di rapido consumo che vengono impiegati una sola volta nel processo produttivo. Fanno parte del capitale circolante di un'azienda.
- fattori a fecondità ripetuta, destinati a partecipare più volte all'attività aziendale e hanno quindi un'utilità economica che si protrae nel tempo.